# Dan Gheesling
 (janvier 2024).
La mise en forme du texte ne suit pas les recommandations de Wikipédia : il faut le « wikifier ».
Les points d'amélioration suivants sont les cas les plus fréquents. Le détail des points à revoir est peut-être précisé sur la page de discussion.
- Les titres sont pré-formatés par le logiciel. Ils ne sont ni en capitales, ni en gras.
- Le texte ne doit pas être écrit en capitales (les noms de famille non plus), ni en gras, ni en italique, ni en « petit »…
- Le gras n'est utilisé que pour surligner le titre de l'article dans l'introduction, une seule fois.
- L'italique est rarement utilisé : mots en langue étrangère, titres d'œuvres, noms de bateaux, etc.
- Les citations ne sont pas en italique mais en corps de texte normal. Elles sont entourées par des guillemets français : « et ».
- Les listes à puces sont à éviter, des paragraphes rédigés étant largement préférés. Les tableaux sont à réserver à la présentation de données structurées (résultats, etc.).
- Les appels de note de bas de page (petits chiffres en exposant, introduits par l'outil «  Source ») sont à placer entre la fin de phrase et le point final[comme ça].
- Les liens internes (vers d'autres articles de Wikipédia) sont à choisir avec parcimonie. Créez des liens vers des articles approfondissant le sujet. Les termes génériques sans rapport avec le sujet sont à éviter, ainsi que les répétitions de liens vers un même terme.
- Les liens externes sont à placer uniquement dans une section « Liens externes », à la fin de l'article. Ces liens sont à choisir avec parcimonie suivant les règles définies. Si un lien sert de source à l'article, son insertion dans le texte est à faire par les notes de bas de page.
- La présentation des références doit suivre les conventions bibliographiques. Il est recommandé d'utiliser les modèles {{Ouvrage}}, {{Chapitre}}, {{Article}}, {{Lien web}} et/ou {{Bibliographie}}. Le mode d'édition visuel peut mettre en forme automatiquement les références.
- Insérer une infobox (cadre d'informations à droite) n'est pas obligatoire pour parachever la mise en page.

Pour une aide détaillée, merci de consulter Aide:Wikification.
Si vous pensez que ces points ont été résolus, vous pouvez retirer ce bandeau et améliorer la mise en forme d'un autre article.
 (janvier 2024).
Daniel Robert Gheesling (né le 1er septembre 1983) est une personnalité américaine de téléréalité, un youtubeur et un streamer Twitch qui est surtout connu pour ses apparitions dans la série télévisée américaine Big Brother. Il est souvent considéré comme l'un des plus grands candidats à Big Brother de l'histoire de la série,,.

## Carrière
Gheesling était un professeur de lycée catholique de Dearbon, Michigan.[réf. nécessaire] Gheesling a enseigné la santé à l'école préparatoire Orchard Lake St. Mary et a été entraîneur adjoint de l'équipe de football de l'école.
En 2008, Gheesling était candidat à Big Brother 10. Il a remporté 500 000 $ en finale grâce à un vote unanime de 7-0,. Après avoir gagné, il a utilisé l'argent du prix pour acheter un téléviseur LED et une PlayStation 3. Il a ensuite participé à Big Brother 14, terminant deuxième derrière Ian Terry, faisant de lui le premier concurrent de Big Brother à apparaître deux fois dans la Finale 2,. Pendant son séjour sur Big Brother 14, avec son coéquipier Ian, il a construit un lance-flammes de fortune, en utilisant un aérosol et un briquet, mais a choisi de ne pas appuyer sur la gâchette pour l'utiliser.
En 2017, Gheesling est apparu comme acteur dans un téléfilm, The Revengers.

## Vie privée
Gheesling est diplômé de la Divine Child High School et l'université d'État du Michigan avec un baccalauréat en commerce et une maîtrise en kinésiologie. Le 2 juillet 2011, il s'est marié à Orchard Lake. Lui et sa femme ont trois enfants ensemble, deux fils et une fille,,. Il possède également une chaîne YouTube de jeux, qui compte actuellement plus de 112 000 abonnés et plus de 33 millions de vues au total.

## Filmographie

### Télévision
| Année | Titre               | Réseau  | Rôle       | Remarques |
| ----- | ------------------- | ------- | ---------- | --------- |
| 2008  | Big Brother 10      | CBS     | Concurrent | Gagnant   |
| 2012  | Big Brother 14      | CBS     | Concurrent | Finaliste |
| 2024  | The Traitors 2 (en) | Peacock | Concurrent |           |